# كهف انسو
كهف انسو (بالتركية: İnsuyu Mağarası)‏ هو كهف يقع في تركيا.